# Vásárosnamény
Vásárosnamény je město v župě Szabolcs-Szatmár-Bereg, ve východním Maďarsku. Od roku 2013 je okresním městem stejnojmenného okresu. V lednu téhož roku zde žilo 8673 obyvatel.

## Popis, poloha
Rozloha města je 65,66 km2. Rozkládá se v „Kraji bříz“ (maďarsky Nyírség) při jižní hranici okresu. Územím města protéká řeka Tisa, do níž se z levé strany vlévají říčky Szamos a Kraszna. Nadmořská výška je zhruba 103 – 110 m.

## Doprava
Městem prochází ve směru od JZ na SV hlavní silnice č. 41, která začíná v župním městě Nyíregyháza a směřuje do města Berehovo na Ukrajině. Na západním okraji města končí rozestavěná dálnice M3.
Město je také železniční křižovatkou – prochází jím železniční trať z Nyíregyházy do města Záhony a dále do Čopu na Ukrajině. Směrem na jih vede trať přes sousední okres Mátészalka do Debrecínu a také do Rumunska.